# خطة الدعم الاقتصادي المستهدف
خطة الدعم الاقتصادي المستهدف (TESS) هي حزمة تحفيزية أطلقها مصرف الإمارات العربية المتحدة المركزي في مارس 2020 استجابةً للتداعيات الاقتصادية لجائحة فيروس كورونا.
يتكون برنامج الدعم الاقتصادي المستهدف من 50 مليار درهم إماراتي من التمويل المقدم من البنك و50 مليار درهم حُررت من احتياطيات رأس المال للبنوك التي اُقرضت لتوفير قروض مضمونة بتكلفة صفرية للبنوك المشاركة. اُقرضت هذه القروض لمنح إعفاء مؤقت للعملاء المؤهلين لفترة تصل إلى ستة أشهر.
في ديسمبر 2020 أعلن المصرف المركزي أنه سيمدد صلاحية المكونات الرئيسة لخطة الدعم الاقتصادي المستهدف (TESS) حتى 30 يونيو 2021. يسمح هذا التمديد للبنوك وشركات التمويل المشاركة في برنامج الدعم الاقتصادي الشامل (TESS) بتقديم قروض وتسهيلات جديدة للعملاء المتضررين من الوباء بدءً من 1 يناير 2021.
منذ ديسمبر 2020 استفاد أكثر من 310 آلاف عميل تجزئة، ونحو 10 آلاف شركة صغيرة ومتوسطة الحجم، وأكثر من 1500 شركة من القطاع الخاص من برنامج تأجيل قروض.
في أكتوبر 2021 أعلن رئيس اتحاد مصارف الإمارات عبد العزيز الغرير أن خطة الدعم الاقتصادي المستهدف لم تعد ضرورية. وذكر الغرير أن 95% من البنوك تخلت بالفعل عن حصصها من الخطة، وأن القطاع المصرفي اتخذ الاحتياطات الكافية لضمان قدرة العملاء على الوفاء بالتزاماتهم الائتمانية. انتهى مكون تأجيل سداد القروض في برنامج الدعم الاجتماعي التنموي في 31 ديسمبر 2021، مما يمثل المرحلة الأولى من خطة الجهة التنظيمية لإنهاء التدابير المطبقة أثناء الوباء تدريجيًا. ومع ذلك، استمر برنامج الدعم الاجتماعي التنموي في دعم الإقراض والتمويل الجديد حتى 30 يونيو 2022.